# Боргояков, Михаил Игнатьевич
Михаи́л Игна́тьевич Боргоя́ков (2 декабря 1937, Верхняя Тёя, Красноярский край — 15 января 2010, Абакан) — хакасский борец и тренер-преподаватель, основатель спортивной борьбы в Хакасии, Заслуженный тренер РСФСР по греко-римской борьбе (1982), Заслуженный работник физической культуры и спорта Республики Хакасия (1994).

## Биография
В 1960 году окончил Красноярский сельскохозяйственный институт, в 1966 — Красноярский государственный педагогический институт. Тренировался у Фёдора Петровича Зайцева. Благодаря ему через четыре года стал чемпионом Красноярского края. Михаил освоил вольную борьбу, самбо, да так, что стал одним из сильнейших в крае по этим видам. В 1959 выступал в краевой сборной на студенческом первенстве страны по самбо, где занял 9-е место Являлся организатором первой в Хакасии секции греко-римской борьбы, на базе областной национальной школы.
Работал тренером Хакасского областного ДСО «Урожай», Красноярской ШВСМ, спортивной детско-юношеской школы олимпийского резерва Министерства образования и науки Республики Хакасия (1966—1997). Подготовил более 30 мастеров спорта СССР и России, победителей первенств СССР среди юношей — Г. Тыгдымаева (1975, 1976), С. Мамышева (1970), А. Канзычакова (1973), Г. Чугунекова (1976) и А. Боргоякова (1980); победителей международных турниров «Дружба» в Румынии, Венгрии, Болгарии Г. Тыгдымаева и А. Боргоякова. Его воспитанники восемь раз завоёвывали титулы чемпионов и призёров чемпионатов РСФСР, РФ по греко-римской борьбе. Тренируемый Боргояковым будущий Мастер спорта СССР международного класса И. Голощапов в 1990 году занял первое место на Спартакиаде народов РСФСР, а в 1995 — на чемпионате Финляндии.
С 1970-го по 1980-й М. И. Боргояков привлекался для работы тренером со сборными командами РСФСР и СССР. Внес значительный вклад в развитие и популяризацию греко-римской борьбы в Хакасии.
Памяти М. И. Боргоякова посвящаются Всероссийские и региональные турниры по греко-римской борьбе среди юниоров.